# Tre Damer
För trion bestående av Ann-Louise Hanson, Lill-Babs och Siw Malmkvist, se Tre damer
Tre Damer är en svensk sånggrupp bestående av Anita Strandell, Diana Nuñez och Mia Adolphson. 
Gruppen bildades 1977 av Anita Strandell, Diana Nuñez och Inger Öst. Tre Damer framträdde i krogshower tillsammans med artister som bland andra Cornelis Vreeswijk, Tommy Körberg, Jan Malmsjö och Loa Falkman. De har även medverkat i många TV-program och turnerat på egen hand, både i Sverige och utomlands. Deras signum är avancerad stämsång varvat med solistinslag.
Trion upplöstes 1981. Den återkom dock 1992 med Mia Adolphson som ny medlem istället för Inger Öst.